# Chronic City
Chronic City ist eine österreichische Band aus Wien. Im Jahr 2013 hat die Band beim Popfest gespielt.

## Diskografie

### Alben
- 2014: Nom de Guerre (Hoanzl)

### Singles
- 2013: Key Biscayne

### Beiträge zu Kompilationen
- 2013: Key Biscayne auf FM4 Soundselection 28